# Albatross (canción)
«Albatross» es una canción de la banda británica de rock Fleetwood Mac, publicada como sencillo en 1968 por Blue Horizon Records. El guitarrista Peter Green la compuso íntegramente, inspirado en la instrumental «Sleep Walk» de Santo & Johnny, y la terminó de escribir con la ayuda Danny Kirwan. Considerada como un tema ambient, posee un tempo lento y combina elementos de blues, música bahameña, caribeña y calipso. Además, su composición y arreglo sugiere un ambiente marino relajante. Su título deriva de la expresión inglesa usada por los marineros an albatross around your neck, la que se hizo popular en 1798 cuando Samuel Taylor Coleridge la empleó en su poema The Rime of the Ancient Mariner.
Una vez publicada, se posicionó como el primer éxito a nivel mundial de la banda, debido a que ingresó en las listas musicales de varios países. Llegó hasta los diez sencillos más vendidos en Irlanda, Noruega, Nueva Zelanda, Países Bajos, Suecia y Suiza. Por su parte, en el Reino Unido alcanzó el primer lugar en tres de las revistas especializadas más importantes de ese tiempo. Además, alcanzó la cima en el UK Singles Chart, el único número uno de Fleetwood Mac en esa lista desde entonces. Hasta febrero de 1969, NME reportó que su venta superaba el millón de copias en el mundo, mientras que 2019, únicamente en el Reino Unido, la cifra ya bordeaba el millón de ejemplares comercializados.
A pesar del éxito comercial, la banda fue criticada en su momento por sus fanáticos de blues, quienes no la entendieron y «pensaron que nos habíamos vendido» según el baterista Mick Fleetwood. No obstante, recibió reseñas favorables por parte de la prensa especializada, que resaltaron su ambiente atractivo y el énfasis en el sentimiento. Posteriormente, ha sido incluida y calificada por sitios webs, libros y autores como una de las mejores canciones de la banda y de la historia. Adicionalmente, varios artistas la han versionado, ha figurado en algunas bandas sonoras de películas e incluso George Harrison afirmó que sirvió de inspiración para la canción «Sun King» de The Beatles.

## Antecedentes
En 1967, el guitarrista Peter Green se retiró de John Mayall & the Bluesbreakers para fundar su propia banda, conformada además por el guitarrista y vocalista Jeremy Spencer, el baterista Mick Fleetwood y el bajista John McVie. Con el apelativo de Fleetwood Mac —llamado así por los apellidos de estos últimos— en 1968 publicaron sus dos primeros álbumes de estudio Fleetwood Mac y Mr. Wonderful. En el mismo período del lanzamiento de esta última producción, Green conoció al grupo Boilerhouse y, por consiguiente, a su guitarrista Danny Kirwan. Impresionado por sus habilidades, Green los invitó para que telonearan a Fleetwood Mac en los conciertos en vivo y, además, quería potenciarlos para que llegaran a ser profesionales. No obstante, en el transcurso los demás integrantes de Boilerhouse renunciaron, así que Green contrató a Kirwan como tercer guitarrista por sugerencia de Fleetwood.

## Composición y grabación
Inspirado en la canción de rock instrumental «Sleep Walk» de Santo & Johnny, Green había comenzado a trabajar en «Albatross» tiempo antes de la llegada de Kirwan y la terminó de escribir con su ayuda. De acuerdo con Mick Fleetwood, el tema era una extensión de «The Supernatural», creado por el guitarrista cuando aún estaba en la banda de John Mayall. Con el paso de los años se han indicado distintas pistas que le sirvieron de inspiración, como «un conjunto de notas de un solo de Eric Clapton, tocada más lento» según su biografía escrita por Martin Celmins. En el libro 1000 UK#1  Hits de Jon Kutner, Green citó a una versión de «The Last Meal» de Jimmy Rogers interpretada por John Mayall & the Bluesbreakers a la que quería «tocar y desarrollar»; a pesar de que no existe una grabación formal en el catálogo de los Bluesbreakers, se sugiere que la escuchó en vivo. Por su parte, Jon Kutner mencionó que tiene un parecido a la instrumental «Deep Feeling» de Chuck Berry (1957), que a su vez derivaba de «Floyd's Guitar Blues» de Andy Kirk and his 12 Clouds of Joy, grabada con la colaboración del guitarrista de jazz Floyd Smith y publicada en 1939.
«Albatross» difiere de las demás canciones de blues y blues rock de Fleetwood Mac editadas hasta entonces, ya que es una instrumental ambient, cuya composición y arreglo sugiere un ambiente marino relajante. De acuerdo con Matthew Greenwald de Allmusic, combina elementos de blues, música bahameña, caribeña y calipso. Por su parte, según la partitura publicada en Musicnotes por Alfred Publishing Co. Inc, el tema está compuesto en la tonalidad de mi mayor con un tempo lento de 66 pulsaciones por minuto.
Su grabación y mezcla se llevaron a cabo en dos días de octubre de 1968 en los CBS Studios de Londres, dos meses después de la llegada de Danny Kirwan. Green la compuso íntegramente e incluyó un slide y una doble pista de bajo. Como Jeremy Spencer era reacio a colaborar en las composiciones de Green, él no participó en su grabación; aun así fingió tocar el slide en algunos vídeos. Dicha técnica la tocó Green con su Fender Stratocaster acostada en su regazo, con un amplificador Matamp Series 2000. Al respecto, el productor Mike Vernon afirma que ese slide distante «inspira al oyente la idea de un albatros volando». Además, empleó una Les Paul con una tercera cuerda hawaiana que lo ayudó a encontrar el vibrato que quería, la cual consiguió porque era la única  cuerda que tenía la tienda donde la compró y resultó tener el calibre perfecto. Por su parte, Fleetwood tocó los platillos de su batería con baquetas para timbales para imitar el sonido de las olas. Su título deriva de la expresión inglesa usada por los marineros an albatross around your neck, ya que consideraban al albatros de mala suerte, la que se hizo popular en 1798 cuando Samuel Taylor Coleridge la empleó en su poema The Rime of the Ancient Mariner.

## Lanzamiento y reediciones

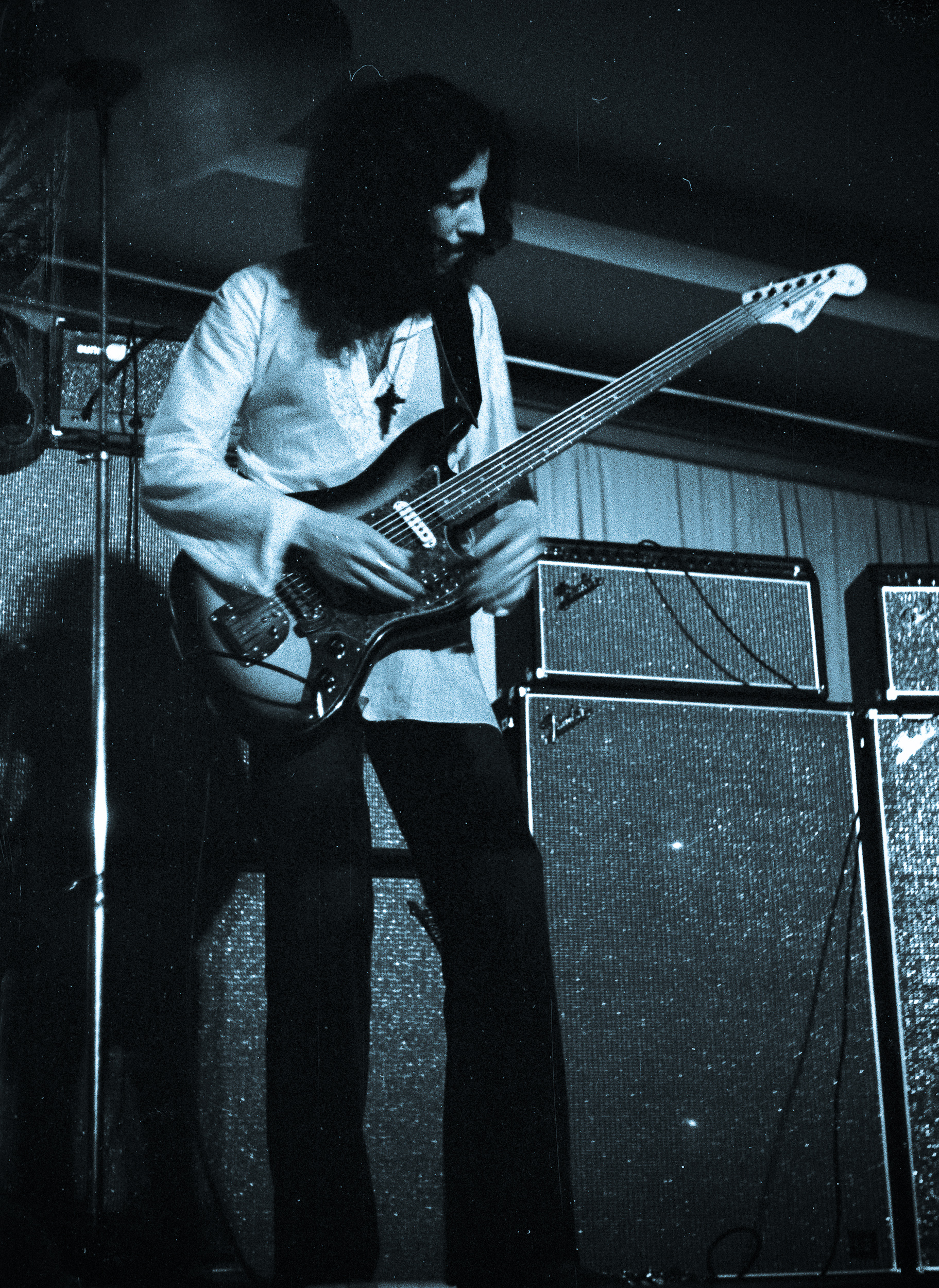
Peter Green (en la imagen) compuso íntegramente el tema, y gracias a la ayuda de Danny Kirwan la termnió de escribir

«Albatross» salió a la venta como sencillo el 22 de noviembre de 1968 a través de Blue Horizon Records, en el formato vinilo de 7". Su lado B lo ocupó la también instrumental «Jigsaw Puzzle Blues», escrita por Kirwan con una orientación hacia el jazz y dedicada a Django Reinhardt. Dependiendo del país, se publicó en distintas fechas, generalmente a finales de 1968 y principios de 1969. En ese último año, figuró en los álbumes recopilatorios English Rose y The Pious Bird of Good Omen editados en el Reino Unido y los Estados Unidos, respectivamente. En 1969, CBS Records publicó en Australia una versión EP, que incluyó adicionalmente las canciones «Merry Go Round» y «Hellhound On My Trail». Con el paso de los años, se ha publicado en varias ocasiones; una de estas reediciones ocurrió en 1973 como parte de la serie Hall of Fame Hits de CBS y contó con «Need Your Love So Bad» como doble lado A.

## Recepción

### Comercial
Luego de su publicación, se estableció como el primer éxito a nivel mundial de la banda, al ingresar en las listas musicales de varios países. Tanto en el Media Control Charts de Alemania como en el Ultratop 50 Singles (Flandes) de Bélgica logró el puesto 19, mientras que en el Ultratop 50 Singles (Valonia) —también belga— se situó en la casilla 35. Por su parte, en Francia solo consiguió el lugar 83 en el conteo nacional. En Irlanda alcanzó la quinta posición en el Irish Singles Chart y la cuarta en el Schweizer Hitparade suizo como en el Sverigetopplistan sueco. No obstante, donde logró una mayor notoriedad fue en Noruega, debido a que consiguió la segunda posición en el VG-lista. Asimismo, obtuvo un resultado similar en las listas de los Países Bajos: segundo lugar en el Dutch Top 40 y el primero en el Dutch Singles Top 100. Por su parte, en el Reino Unido tuvo un éxito considerable, porque escaló hasta la cima de las listas musicales de las revistas Melody Maker, NME y Disc & Music Echo. De igual manera, consiguió el primer lugar en el UK Singles Chart —único número uno de Fleetwood Mac en ese conteo desde entonces— mientras que llegó a la segunda casilla en el Britain's Top 50 de Record Mirror.
En Oceanía, la situación fue un tanto similar, ya que en Australia alcanzó la casilla 11 en el Kent Music Report, mientras que en Nueva Zelanda llegó hasta el segundo lugar en el NZ Listener Chart. Sin embargo, en la Norteamérica anglosajona pasó casi inadvertido: en Canadá se alzó hasta el puesto 45 en el Top 100 Singles de la revista RPM. En los Estados Unidos, por su parte, solo logró la posición 98 en las listas de Cashbox y Record World. De acuerdo con NME, hasta la publicación del 8 de febrero de 1969, «Albatross» había vendido un millón de copias a nivel mundial.
La reedición de 1973 de nuevo recibió una gran atención en el público británico, ya que logró el puesto 2 tanto en el UK Singles Charts como en el Top Fifty de Record Mirror. A su vez, en el Irish Singles Chart consiguió la octava posición. Por su parte, en 1989 por tercera vez ingresó en el UK Singles Chart, aunque en esa ocasión solo logró la casilla 96. El 1 de abril de 1974, la Industria Fonográfica Británica (BPI) lo certificó de disco de plata por vender más de 250 000 copias y en agosto de 2025, el mismo organismo le confirió un disco de platino tras superar los 600 000 ejemplares comercializados desde 2004. Hasta 2019, se calculaba que «Albatross» había vendido cerca de un millón de copias en el Reino Unido.

### Crítica especializada

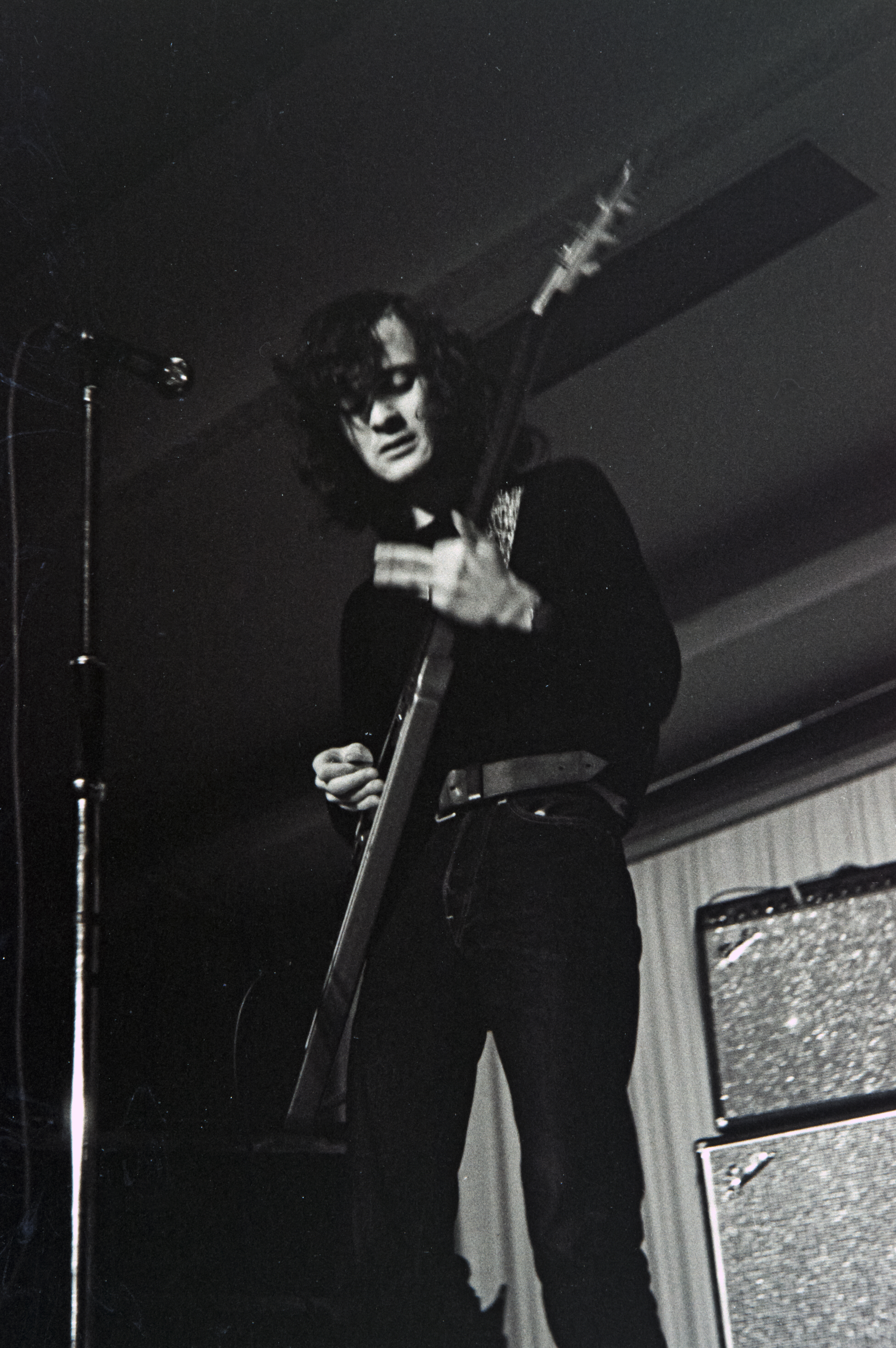
Jeremy Spencer (en la imagen) no participó en la grabación de «Albatross»

A pesar de que recibió reseñas mayormente favorables por parte de la prensa especializada, Mick Fleetwood recordó que en su momento sus fanáticos de blues no la entendieron y «pensaron que nos habíamos vendido». En marzo de 1969, Peter Green se defendió en una entrevista a Melody Maker afirmando que: «Siempre hemos sido comerciales. El blues es comercial; antes de que hiciéramos "Albatross", atraíamos multitudes y multitudes. Parece que la gente está tratando de mantenernos bajos tanto como sea posible. "Albatross" obtuvo muy pocas reproducciones a pesar de que llegó al número uno. No creo que hayamos perdido a ningún fanático».
En febrero de 1969 Melody Maker afirmó que Fleetwood Mac se había subido al vagón del pop comercial. No obstante, al mes siguiente, Chris Welch de la misma revista lo llamó la «sorpresa más grande del año» y afirmó que: «Una banda de blues en la parte alta de la lista parecía improbable hasta que uno recordaba los días de su auge». Asimismo, su compañero Alan Walsh la denominó una «hermosa pieza sinfónica». En septiembre, Melody Maker lo posicionó entre los cinco sencillos británicos de 1969. NME lo consideró «la mejor grabación que han hecho» y Cashbox una «instrumental hipnótica». Por su parte, Record World mencionó que «dejó a muchos puristas de mente estrecha conmocionados y consternados», y que con «Albatross» se «consolidaron como una banda de música, no solo una de blues». En contraparte, Ed Ochs de Billboard la llamó una «instrumental aburrida» y que sonaba como una versión «hawaiana perezosa» de «Sleep Walk» de Santo & Johnny. Para 1977 Music Week dijo que era una «instrumental que nunca perdió su atractivo».
Mick McStarkey de la británica Far Out Magazine mencionó que era «sin duda, la canción más conocida de sus primeros años» y «fue una de las primeras pistas de rock en poner énfasis en el sentimiento, en lugar de la técnica». Matthew Greenwald de Allmusic indicó que Green «creó una síntesis musical verdaderamente única» y en donde la banda agregó un «sombreado fabuloso y algo excéntrico, y el efecto general es, sin duda, embriagador». Además, expresó que era «una de las pocas instrumentales de la época que se convirtió en éxito». Owe Bailey de la revista Guitar señaló que: «Pudo haber sido un gran giro lateral para una banda de blues, pero las semillas de su ambiente de ensueño ya se habían sembrado en composiciones anteriores de Green». Asimismo, indicó que, a pesar de que no poseía el compás típico de blues, Green retuvo la sensación que tanto apreciaba por encima de todo.

## Legado y repercusión
«Albatross» sirvió de inspiración para la canción «Sun King» del disco Abbey Road de The Beatles (1969). De acuerdo con John Lennon querían sonar como la banda en la pequeña parte instrumental e incluso George Harrison afirmó que se dijeron: «Seamos Fleetwood Mac haciendo "Albatross", solo para comenzar. Realmente nunca sonó como Fleetwood Mac... pero ese fue el punto de origen». Por su parte, distintas revistas, sitios webs y autores de diversas nacionalidades la han posicionado dentro de sus listas de las mejores canciones de la banda como de la historia. Una de las primeras fue Record Mirror, que en 1977 la calificó en el puesto 11 de los 100 sencillos nacionales de todos los tiempos. De igual manera, figuró en las 7500 canciones más importantes de 1944-2000 de Bruce Pollock (2005); 1001 canciones de Toby Creswell (2005); 2004 de las mejores canciones del siglo de Giannis Petridis (2003); la guía de las listas de reproducciones: 5000 canciones que debes descargar de Mark Ellingham (2007); como también en las 1001 mejores canciones (2003) y en las 1010 canciones que debes poseer (2004) realizadas por Q, entre otras.

### Versiones
Con el paso de los años, más de cincuenta artistas han realizado sus propias versiones para sus respectivos álbumes o presentaciones en vivo. Uno de los primeros fue el conductor James Last, quien en 1969 la incluyó en un popurrí junto con las canciones «Crimson and Clover» de Tommy James and the Shondells, «Luglio» de Riccardo del Turco y «Something's Happening» de Herman's Hermits. La lista incluye además a Bert Weedon, The Shadows, The Swingle Singers, Ottmar Liebert, Jan Akkerman, Telecast y Anathema, entre otros. En 2021 se publicó un video en vivo de la versión tocada por David Gilmour en el concierto homenaje a Peter Green de febrero de 2020, celebrado por Mick Fleetwood y amigos. Por su parte, en enero de 2022, Boy George publicó por medio de Youtube una versión cantada sobre la pista original.

### En la cultura popular
En 1977, Mick Fleetwood contó a Rolling Stone que la BBC la usó en un programa de vida salvaje antes de que llegase a ser un éxito. Además, se ha usado en las bandas sonoras de películas como Welt am Draht (1973); Rock 'n' Roll High School (1979) —en esta también apareció su lado B, «Jigsaw Puzzle Blues»— CrissCross (1992); Uranya (2006); como también en el documental Man on Wire (2008). Asimismo, la multinacional británica Marks & Spencer la empleó en sus campañas publicitarias para la televisión en 2005 y 2019.

## Lista de canciones
| Sencillo en vinilo de 7" (1968) |                       |          |  |
| N.º                             | Título                | Duración |  |
| 1.                              | «Albatross»           | 3:07     |  |
| 2.                              | «Jigsaw Puzzle Blues» | 1:35     |  |

| Extended Play - edición australiana (1969) |                         |          |  |
| N.º                                        | Título                  | Duración |  |
| 1.                                         | «Albatross»             | 3:05     |  |
| 2.                                         | «Jigsaw Puzzle Blues»   | 1:35     |  |
| 3.                                         | «Merry Go Round»        | 4:05     |  |
| 4.                                         | «Hellhound On My Trail» | 1:57     |  |

| Sencillo en vinilo de 7" (1973) |                         |          |  |
| N.º                             | Título                  | Duración |  |
| 1.                              | «Albatross»             | 3:07     |  |
| 2.                              | «Need Your Love So Bad» | 3:50     |  |

| Sencillo en vinilo de 7" (1989) |                    |          |  |
| N.º                             | Título             | Duración |  |
| 1.                              | «Albatross»        | 3:10     |  |
| 2.                              | «Man of the World» | 2:49     |  |

Fuente: Australian charts.

## Posicionamiento en listas musicales
| País           | Lista (1968-1969)             | Posición |
| -------------- | ----------------------------- | -------- |
| Alemania       | Media Control Charts          | 19       |
| Australia      | Kent Music Report             | 11       |
| Bélgica        | Ultratop 50 Singles (Flandes) | 19       |
| Bélgica        | Ultratop 50 Singles (Valonia) | 35       |
| Canadá         | RPM Top 100 Singles           | 45       |
| Canadá         | RPM Young Adult               | 16       |
| Estados Unidos | Cashbox Top 100 Singles       | 98       |
| Estados Unidos | Record World 100 Top Pops     | 98       |
| Finlandia      | Suomen virallinen lista       | 2        |
| Francia        | French Singles Chart          | 83       |
| Irlanda        | Irish Singles Chart           | 5        |
| Noruega        | VG-lista                      | 2        |
| Nueva Zelanda  | NZ Listener Chart             | 2        |
| Países Bajos   | Dutch Top 40                  | 2        |
| Países Bajos   | Dutch Singles Top 100         | 1        |
| Reino Unido    | Disc Top 30                   | 1        |
| Reino Unido    | Melody Maker Top 30           | 1        |
| Reino Unido    | NME Top 30                    | 1        |
| Reino Unido    | Britain's Top 50              | 2        |
| Reino Unido    | UK Singles Chart              | 1        |
| Suecia         | Sverigetopplistan             | 4        |
| Suiza          | Schweizer Hitparade           | 4        |
| País           | Lista (1973)                  | Posición |
| Irlanda        | Irish Singles Chart           | 8        |
| Reino Unido    | Britain's Top 50              | 2        |
| Reino Unido    | UK Singles Chart              | 2        |
| País           | Lista (1989)                  | Posición |
| Reino Unido    | UK Singles Chart              | 96       |
| País           | Lista (2020)                  | Posición |
| Reino Unido    | Singles Downloads Chart       | 54       |
| Reino Unido    | Singles Sales Chart           | 54       |
| País           | Lista (2023)                  | Posición |
| Reino Unido    | Physical Sales Chart          | 8        |
| Reino Unido    | Singles Sales Chart           | 17       |
| Reino Unido    | Vinyl Singles Chart           | 8        |

| País         | Lista (1969)              | Posición |
| ------------ | ------------------------- | -------- |
| Países Bajos | Dutch Top Singles 100     | 32       |
| Reino Unido  | Record Mirror Top Singles | 6        |
| País         | Lista (1973)              | Posición |
| Reino Unido  | UK Singles Chart          | 28       |

## Certificaciones
| País          | Organismo certificador | Certificación | Ventas certificadas | Ref.   |
| ------------- | ---------------------- | ------------- | ------------------- | ------ |
| Nueva Zelanda | Recorded Music NZ      | Oro           | 15 000              | [ 72 ] |
| Reino Unido   | BPI                    | Plata         | 250 000             | [ 41 ] |
| Reino Unido   | BPI                    | Platino       | 600 000             | [ 41 ] |

## Créditos
| - Peter Green: guitarra y slide - Danny Kirwan: guitarra - John McVie: bajo - Mick Fleetwood: batería | - Mike Vernon: productor |